# 有名人のヌード画像

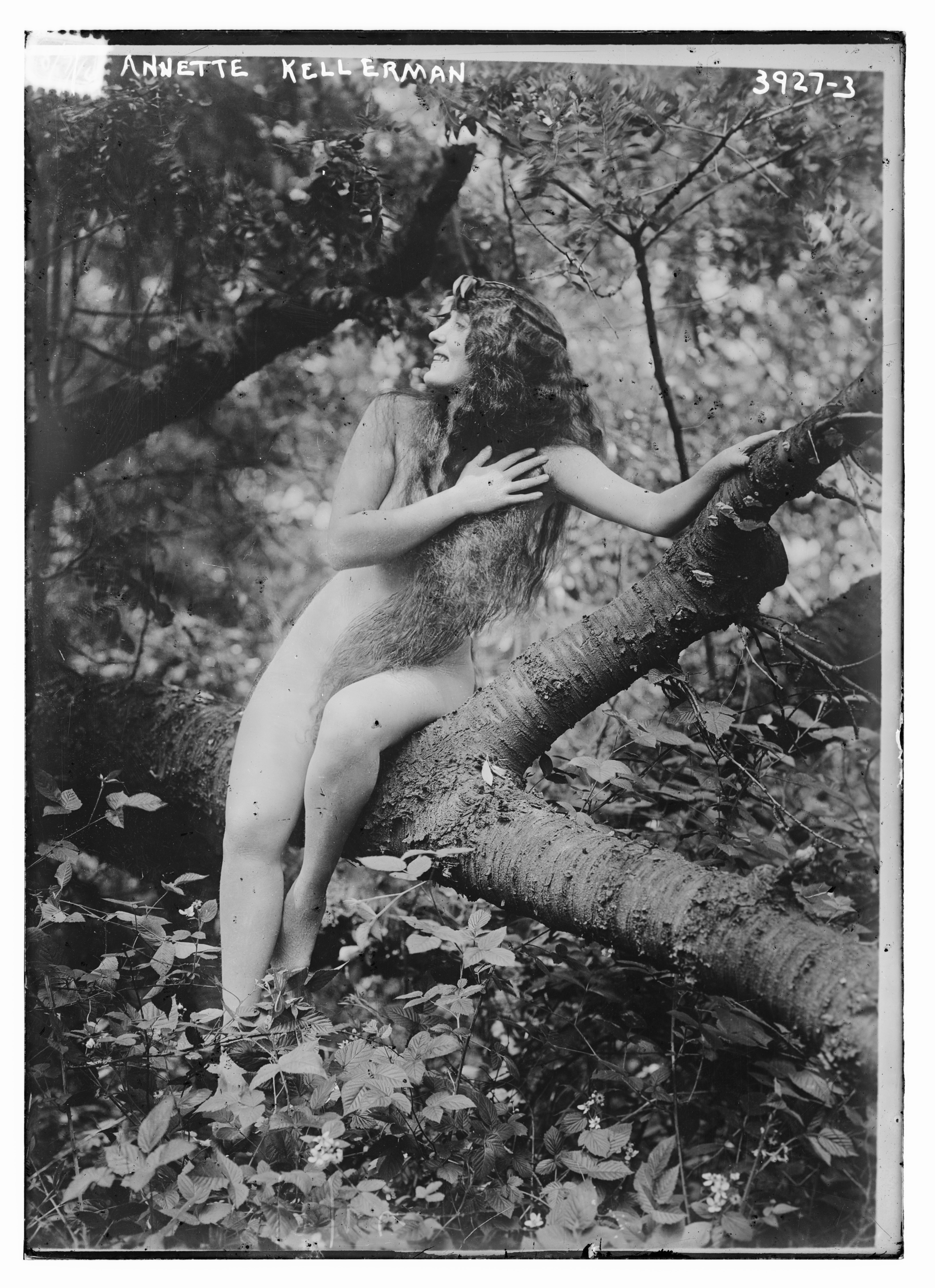
映画『神の娘』（1915年）におけるアネット・ケラーマンのヌードシーン。

有名人のヌード画像（ゆうめいじんのヌードがぞう、英: Imagery of nude celebrities）は、何十年にも亘り需要がある、ウェブサイトや雑誌にとって利益を生むビジネスである。
これらには、映画のスクリーンショット、雑誌や静止画のショット、映画のクリップなどの以前に公開された画像の許可された複製から、有名人のセックステープやパパラッチの写真、意図していないプライベートな盗撮画像、偽造或いは改ざんされた画像などの無許可の画像までが含まれる。

## 概要
何十年もの間、有名人のヌード画像に対する商業的な需要は途切れなかった。プレイボーイ誌はヌードを掲載するため、有名人に多額の謝礼を提供することで知られていた。また、より低価格な男性誌は人里離れたビーチや無名時代に撮影された、有名人の盗撮ヌード画像を手広く検索している。パパラッチによる写真は煽情的な雑誌や報道機関に高い需要がある。
一部の国では個人情報保護法とパブリシティ権により、モデル側の許諾なしで有名人のヌード画像を公開した場合、民事訴訟が発生する可能性がある。そのため印刷媒体などを通じて画像を入手することが制限される。インターネット上では容疑者を特定し裁判所の判決を適用することが困難であるため、違法性の高い画像を流通させるリスクは遥かに低くなる。そのような写真は、ネットニュースやインターネットコミュニティなどのオンラインの写真配布サイトを通じて流通しており、総じて裁判所の管轄外の国の営利事業者も利益のため画像を提供している。著作権は多くの場合無視される。
写っているヌードの著名人が若過ぎ、しかも実写である場合は児童ポルノ法の適用対象になる可能性がある。その画像が加工や改ざんされている場合、シミュレートされた準児童ポルノと見なされる。

## 歴史
芸術的なヌード画像やポルノ画像が存在する限り、有名人のヌード画像に対する関心もあったと推定される。著名な例の1つとしてプレイボーイ誌の創刊1953年12月号で、1949年に撮影されたマリリン・モンローの写真が、第1号プレイメイトとして掲載された。有名人のヌード画像の商業化、プロモート、組織的供給は、男性誌ハイソサエティと、その最初の女性編集者グロリア・レナードの尽力にまで遡ることができる。これらは通常映画の静止画から取り上げられたジョディ・フォスターやゴールディ・ホーンなどの有名女優のきわどい画像を紹介する企画として始まり、1986年にはセレブリティー・スキンと呼ばれるハイソサエティのスピンオフ・ベンチャーとなった。マーゴット・キダー、アン＝マーグレット、バーブラ・ストライサンドは同誌が彼女たちのヌード写真を掲載した後、25年間に亘り同誌を訴えようとしていたが不首尾に終わった。別の雑誌では未だ無名ではあったが、後に名声を得たモデルのヌード写真を掲載したために悪名を馳せた。ペントハウスは、1984年9月号に若いポルノ女優のトレイシー・ローズと、当時アフリカ系アメリカ人初のミス・アメリカだったヴァネッサ・ウィリアムスのヌード写真を掲載したが、ローズは後に当時未成年であったことが判明し、ウィリアムズは自らミス・アメリカのタイトルを返上した。

## メディアの種類
有名人のヌード画像は主に6つのカテゴリに分類される。
1. 映画のスクリーンショット: 多くの俳優や女優が、ポルノ映画以外の主流作品でヌードや半裸のシーンを撮影している。これらの映画のスクリーンショットは広く流通されており、通常は（ビデオからの）低画質画像で認識できる。ブロードバンドインターネット接続の普及により、DVDからコピーされたビデオ・クリップや高品質の画像を配布できるようになった。 多くの場合、これらのシーンのスクリーンショットは複数のフレームが並べて表示される。
2. パパラッチの写真: 有名人は時折、現状を暴露する写真を撮られる。最も一般的なシチュエーションは、ビーチ、ヨット、プール脇で女性がトップレス姿で日光浴をしている姿。一部の有名人は完全にヌードで撮影されているが、写真は通常遠方から撮影されており、胸以外の部分が露出することは滅多に無い。他の有名人のパパラッチ画像のタイプには「nipple slips」（ハプニング的にポロリと胸や乳首が見えてしまっている画像）があり、襟ぐりの深いドレス、ノーブラ、衣類の偶発的な落下、カメラのフラッシュにより乳首が露わにされる、など。最終的には女性の「スカートの中」のショットが頻繁に発生することになる。そのような画像のほとんどは下着を写しているに過ぎないが、有名人が車から降りる際などに、性器が露わになっていると言われる画像が生じている。
3. ヌード写真撮影: プレイボーイなどの主流雑誌や、Black+Whiteなどの写真芸術雑誌では、有名人のヌード撮影が日常的に行なわれている。一部の有名人は無名時代にヌード写真モデルをしている。このような画像は後に発行者やサードパーティーによってデジタル形式で再配布される。
4. 流出した私的画像: 有名人の私的な性的画像がオンラインで流出することがある。通常は、携帯電話や電子メールがハッキングされたために発生する。
5. 受信者がオンラインで公開した写真・動画: また元恋人や配偶者によってオンラインで公開されることもあり得る。性行為を行なっている有名人のビデオも流出することが多く、有名人のセックス・テープとして知れ渡っている。
6. 捏造または改ざんされた画像: インターネットやイエロー・ジャーナリズムで見られる画像の多くは、さまざまな画像編集技術を駆使して作成された偽の画像である[15]。これらは往々にして特徴を最も識別しやすい有名人の顔などのパーツと、あまり有名でないポルノ俳優の裸体を組み合わせたものである。他の形式の有名人のヌード・メディアとは異なり、偽造写真はほとんど労力やリソースを必要とせずに作成でき、有名人に接触する必要もないためアマチュアに人気の選択肢となっている。有名人の写真を加工するもう1つの形式は「有名人のレントゲン写真」として知られている。この技法ではデジタル画像編集ソフトウェアを使用して、露出度の高い、生地の薄い、或いはシースルーの素材を着た有名人の写真を修正して、布の下に隠されているものを露わにする。最近のもう1つの手法として「ディープフェイク」ソフトウェアの使用が挙げられる。このソフトウェアは機械学習技術を使用して、ビデオ全体で有名人の顔を合成できる。

## 著名な事件・画像リーク
- 偶発的露出（英語版）
- トーニャ・ハーディングのプライベートビデオ暴露事件
- パメラ・アンダーソンとトミー・リーのプライベートビデオ流出事件
- 陳冠希わいせつ写真流出事件
- 2014年iCloudからの著名人プライベート写真大量流出事件
- エリン・アンドリュースの盗撮動画流出事件